# Rheumaptera inanata
Rheumaptera inanata là một loài bướm đêm trong họ Geometridae.